# State of Love and Trust
«State of Love and Trust» — пісня американського гурту Pearl Jam, що в 1992 році увійшла до саундтреку до фільму «Одинаки».

## Історія створення
Пісню «State of Love and Trust» було вперше записано під час студійних сесій до дебютного студійного альбому Ten у 1991 році. В той самий час до Pearl Jam, як і до багатьох інших сіетльських колективів звернувся режисер Кемерон Кроу, який шукав пісні для своєї комедії «Одинаки», події якої відбувались навколо музичної сцени міста. 11 квітня 1991 року бас-гітарист Джеф Амент надав Кроу запис декількох пісень гурту, щоб той міг вибрати те, що йому потрібно. Режисер зупинився на двох композиціях: «Breath» та «State of Love and Trust».
Авторами «State of Love and Trust» стали Джеф Амент, Майк Маккріді та Едді Веддер. Пісня розпочиналась з гітарного рифу з ефектом «дисторшн» та продовжувалась у швидкому темпі. В середині композиції є бридж, під час якого добре чутно бас-гітару Амента, а в кінці — гітарне соло Маккріді. Текст пісні доволі депресивний, в ньому є відсилання до зброї та самогубства, попри те, що Едді Веддер написав його після перегляду робочої версії фільму, за жанром — романтичної комедії.
Першу версію пісні було записано з барабанщиком Дейвом Крузеном, який брав участь у студійних сесіях Ten. В січні 1992 року спеціально для саундтреку для «Одинаків» «State of Love and Trust» та «Breath» було перезаписано в сіетльській студії London Bridge з новим барабанщиком Дейвом Абруццезе.

## Вихід пісні
Версія пісні з Абруццезе потрапила до саундтреку Singles, який вийшов 26 червня 1992 року. «State of Love and Trust» не було включено до дебютного альбому Ten, проте оригінальний варіант, записаний з Крузеном, став бонус-треком до перевидання Ten 2009 року.
Перше концертне виконання пісні відбулося 25 травня 1991 року в Сіетлі (за іншими даними — 12 липня в Філадельфії). Гурт постійно виконував її на концертах протягом 1991—1992 року, відкриваючі нею власні шоу. 10 вересня 1992 року «State of Love and Trust» увійшла до концерту в Лос-Анджелесі, присвяченого прем'єрі фільму «Одинаки», та пізніше транслювалась на MTV. Також акустична версія «State of Love and Trust» прозвучала на акустичному концерті для телевізійної програми MTV Unplugged; причому її було виконано настільки недбало, що продюсери MTV вважали, нібито Едді Веддер зробив це навмисно, спаплюживши найвідомішу на той час пісню гурту.
Після прем'єри «Одинаків» «State of Love and Trust» не виходила комерційним синглом, проте розповсюджувалась як промозапис. Лише у 2017 році під час щорічного Дня музичного магазину «State of Love and Trust» та «Breath» було вперше видано на вінілі обмеженим тиражем.